# ジョシュ・フェナー
ジョシュ・フェナー（Josh Fenner、1999年1月9日 - ）は、JAPAN RUGBY LEAGUE ONE 日野レッドドルフィンズに所属している、オーストラリア出身のラグビーユニオン選手。

## プロフィール
- オーストラリア出身。
- ポジションはフランカー(FL)。
- 身長 196cm、体重 118kg

## 略歴
出典
2017年、Melbourne Rising（メルボルン・ライジング）に所属。ワスプス、ハートプリー大学RFC、サニーバンクを経て、2022年、NTTドコモレッドハリケーンズ大阪(現・レッドハリケーンズ大阪)に入団した。
2022年12月17日に行われたJAPAN RUGBY LEAGUE ONE　DIVISION3第1節、九州電力キューデンヴォルテクス戦にて途中出場で日本での公式戦初出場を果たした。
2024年5月、レッドハリケーンズ大阪を退団。
2024年8月、日野レッドドルフィンズに入団した。